# Lubraniec (gemeente)
De gemeente Lubraniec is een stad- en landgemeente in het Poolse woiwodschap Koejavië-Pommeren, in powiat Włocławski.
De zetel van de gemeente is in Lubraniec.
Op 30 juni 2004 telde de gemeente 10 089 inwoners.

## Oppervlakte gegevens
In 2002 bedroeg de totale oppervlakte van gemeente Lubraniec 148,18 km², waarvan:
- agrarisch gebied: 88%
- bossen: 4%

De gemeente beslaat 10,06% van de totale oppervlakte van de powiat.

## Demografie
Stand op 30 juni 2004:
| Omschrijving                   | Totaal | Totaal | Vrouwen | Vrouwen | Mannen | Mannen |
| ------------------------------ | ------ | ------ | ------- | ------- | ------ | ------ |
| eenheid                        | aantal | %      | aantal  | %       | aantal | %      |
| inwoners                       | 10 089 | 100    | 5117    | 50,7    | 4972   | 49,3   |
| bevolkingsdichtheid (inw./km²) | 68,1   | 68,1   | 34,5    | 34,5    | 33,6   | 33,6   |

In 2002 bedroeg het gemiddelde inkomen per inwoner 1306,75 zł.

## Aangrenzende gemeenten
Boniewo, Brześć Kujawski, Choceń, Izbica Kujawska, Osięciny, Topólka

## Partnergemeente
- Winsum (Nederland)